# Campeonato Nacional de Albania 1933
El Campeonato Nacional de Albania de 1933 (en albanés, Kampionati Kombëtar Shqiptar 1933) fue la 4ta. edición del Campeonato Nacional de Albania.

## Resumen
El Campeonato Nacional de Albania 1933 fue disputada por 5 equipos y Skënderbeu ganó el campeonato.

## Clasificación
| Pos. | Equipo            | PJ | PG | PE | PP | GF | GC | Dif. | Pts. |
| ---- | ----------------- | -- | -- | -- | -- | -- | -- | ---- | ---- |
| 1    | Skenderbeu        | 8  | 5  | 2  | 1  | 18 | 6  | +12  | 12   |
| 2    | Bashkimi Shkodran | 8  | 5  | 0  | 3  | 14 | 9  | +5   | 10   |
| 3    | Teuta             | 8  | 3  | 2  | 3  | 12 | 10 | +2   | 8    |
| 4    | Tirana            | 8  | 3  | 2  | 3  | 14 | 12 | +2   | 8    |
| 5    | Kavajë            | 8  | 1  | 0  | 7  | 5  | 26 | -16  | 2    |

## Resultados
| Local/Visita      | BAS | KAV | SKE | TEU | TIR |
| ----------------- | --- | --- | --- | --- | --- |
| Bashkimi Shkodran |     | 3-0 | 1-3 | 2-1 | 1-0 |
| Kavajë            | 0-3 |     | 0-1 | 2-1 | 1-3 |
| Skenderbeu        | 2-1 | 9-1 |     | 0-0 | 2-0 |
| Teuta             | 1-0 | 2-0 | 3-1 |     | 2-3 |
| Tirana            | 2-3 | 4-1 | 0-0 | 2-2 |     |